# 柳澤健
柳澤 健（やなぎさわ たけし、1889年(明治22年)11月3日 - 1953年(昭和28年)5月29日）は、日本の外交官、詩人。

## 人物
旧会津藩士で女学校校長柳澤良三の長男として福島県会津若松市に生まれる。会津中学校（のち福島県立会津高等学校）から一高、東京帝国大学仏法科に学び、1915年（大正4年）5月卒業。逓信省に入り同年10月文官高等試験に合格。横浜郵便局長心得在職中の1919年（大正8年）4月辞職。大阪朝日新聞社に入社し論説班に所属した。
その後外務省に勤務し、フランス、イタリア、メキシコなどに駐在。外務省文化事業部第2課長や、新設された第3課（国際文化事業担当）の初代課長を務めた。上司にあたる文化事業部長は、のちに初代駐タイ大使となった坪上貞二。ポルトガル公使館一等書記官を最後に退官し日泰文化会館館長を務める。その傍ら大学時代に島崎藤村、三木露風に師事して認められ詩人としても中央詩壇で活躍し「果樹園」、「柳澤健詩集」などを発表した。
外務省文化事業部課長当時、日本ペンクラブの創設にも尽力し（初代会長は自らが敬愛する島崎藤村）、当時軍国主義路線で孤立しつつあった日本文化の伝播に努めた。退官後は評論家として活躍し、故郷会津地方の校歌も多数手がけ、母校をはじめ詩を提供した校歌は24から26に上る。
戦後は世界の日本社を設立し、豊田副武や池田成彬の回顧録などを出版した。

## エピソード
- 文学好きは中学時代からで徳富蘆花、土井晩翠、高山樗牛を愛読した。
- 中学時代は日曜日は教会に通っていた。
- 柳澤は会津会会員である。高等文官試験同期で香川県知事や名古屋市長を勤めた佐藤正俊も同様である。

## 著書
- 現代の詩及詩人 尚文堂 1920年
- 歓喜と微笑の旅  欧洲芸術巡礼 中央美術社 1923年
- 南欧遊記 新潮社 1923
- ジャン・ジョレス 改造社 1925年
- 巴里を語る 中央公論社 1929年
- 日本発見 日本評論社 1933年
- 中米及び墨西哥 平凡社  (世界の今明日叢書) 1933年
- 異国趣味 日本評論社 1934年
- 三鞭酒の泡 日本評論社 1934年
- 紀行世界図絵 藤田嗣治画 岡倉書房 1936年
- 葡萄牙のサラザール 改造社 1941年
- 大東亞共榮圈に於ける新文化の建設 東洋經濟新報社 1942年
- 泰国と日本文化 不二書房 1943年
- 回想の巴里 酣灯社 1947年
- 世界の花束 コスモポリタン社 1948年
- 二つのロシア,世界の日本社,1948年（佐藤尚武, 黒田乙吉と共著）
- これだけは心得おくべし 和洋エチケット 誠文堂新光社 1950 年
- フランス 国民図書刊行会 1952年 (世界の国国)
- 印度洋の黄昏 柳沢健遺稿集 柳沢健遺稿集刊行委員会 1960

## 翻訳
- 印象派の画家 モークレール 向陵社 1916年
- 現代仏蘭西詩集 上巻 新潮社 1921年
- エルナニ ユーゴー全集 第7巻 ユーゴー全集刊行会 1920年

## 詞を提供した会津地方の校歌
（）内は制定月日、ただし（式：＊＊）とあるのは発表式月日
- 福島県立会津高等学校（昭和23/11/16）　作曲：古関裕而　※柳沢の母校である。
- 福島県立若松商業高等学校（昭和12/5/25）　作曲：細川碧
- 福島県立会津第二高等学校（昭和22）　作曲：下総皖一
- 旧福島県立会津女子高等学校 （昭和23秋）　作曲：信時潔
- 福島県立大沼高等学校（昭和25.3.1）　作曲：伊藤良平　編：外狩仲一
- 会津若松市立第一中学校（昭和26/11）　作曲：伊藤良平
- 会津若松市立第三中学校（式：昭和29/11/2）　作曲：伊藤良平　編：益子九郎
- 会津若松市立永和小中学校（大正7）　作曲：清野健
- 月輪中学校（昭和26/12/1）　作曲：伊藤良平　編：益子九郎
- 会津美里町立宮川中学校（昭和26/11/3）　作曲：青柳善吾
- 会津美里町立新鶴中学校（昭和27末）　作曲：下総皖一
- 喜多方市立大塩小中学校（昭和27/1/15）　作曲：青柳善吾
- 喜多方市立加納中学校（昭和26/11/3）　作曲：山田耕筰
- 喜多方市立熊倉中学校（昭和25/11/18）　作曲：青柳善吾
- 喜多方市立山都中学校（式：昭和26/3/1）　作曲：下総皖一
- 南会津町立田島中学校（昭和26秋）　作曲：青柳信吾
- 西会津町立野沢中学校（昭和24/6）　作曲：平茂夫
- 会津若松市立行仁小学校（昭和26/9）　作曲：伊藤良平　編：益子九郎
- 会津若松市立城西小学校（昭和27/7/18）　作曲：伊藤良平　編：益子九郎
- 会津美里町立永井野小学校（昭和27/8末）　作曲：青柳善吾
- 会津美里町立旭小学校（昭和27/7/31）　作曲：下総皖一
- 喜多方市立加納小学校（昭和26春）　作曲：青柳善吾
- 会津坂下町立坂下小学校（共作詞：牧山伸　式：昭和27/3）　作曲：下総皖一
- 喜多方市立熊倉小学校（式：昭和26/9/14）　作曲：青柳善吾